# Duitstalige Gemeenschapsverkiezingen 1974
Op zondag 10 maart 1974 vonden voor de eerste keer verkiezingen voor de Raad van de Duitse Cultuurgemeenschap plaats. Zo mochten de burgers van de Duitstalige Gemeenschap 25 parlementsleden verkiezen. In 1973 had dit parlement ook al parlementsleden, maar die waren nog niet rechtstreeks verkozen.
Op dezelfde dag vonden de federale verkiezingen van 1974 plaats.

## Uitslagen
| Partij | Partij  | 1974  | 1974   | 1973   | verschil |
| Partij | Partij  | %     | zetels | zetels | zetels   |
| ------ | ------- | ----- | ------ | ------ | -------- |
|        | CSP     | 46,9  | 12     | 13     | -1       |
|        | PJU-PDB | 25,4  | 6      | 3      | +3       |
|        | PFF     | 14,9  | 4      | 6      | -2       |
|        | SP      | 12,1  | 3      | 3      | =        |
|        | Overige | 0,7   | 0      | 0      | =        |
| Totaal | Totaal  | 100,0 | 25     | 25     | 0        |

## Verkozenen
- Raad van de Duitse Cultuurgemeenschap (samenstelling 1974-1977)